# Resort

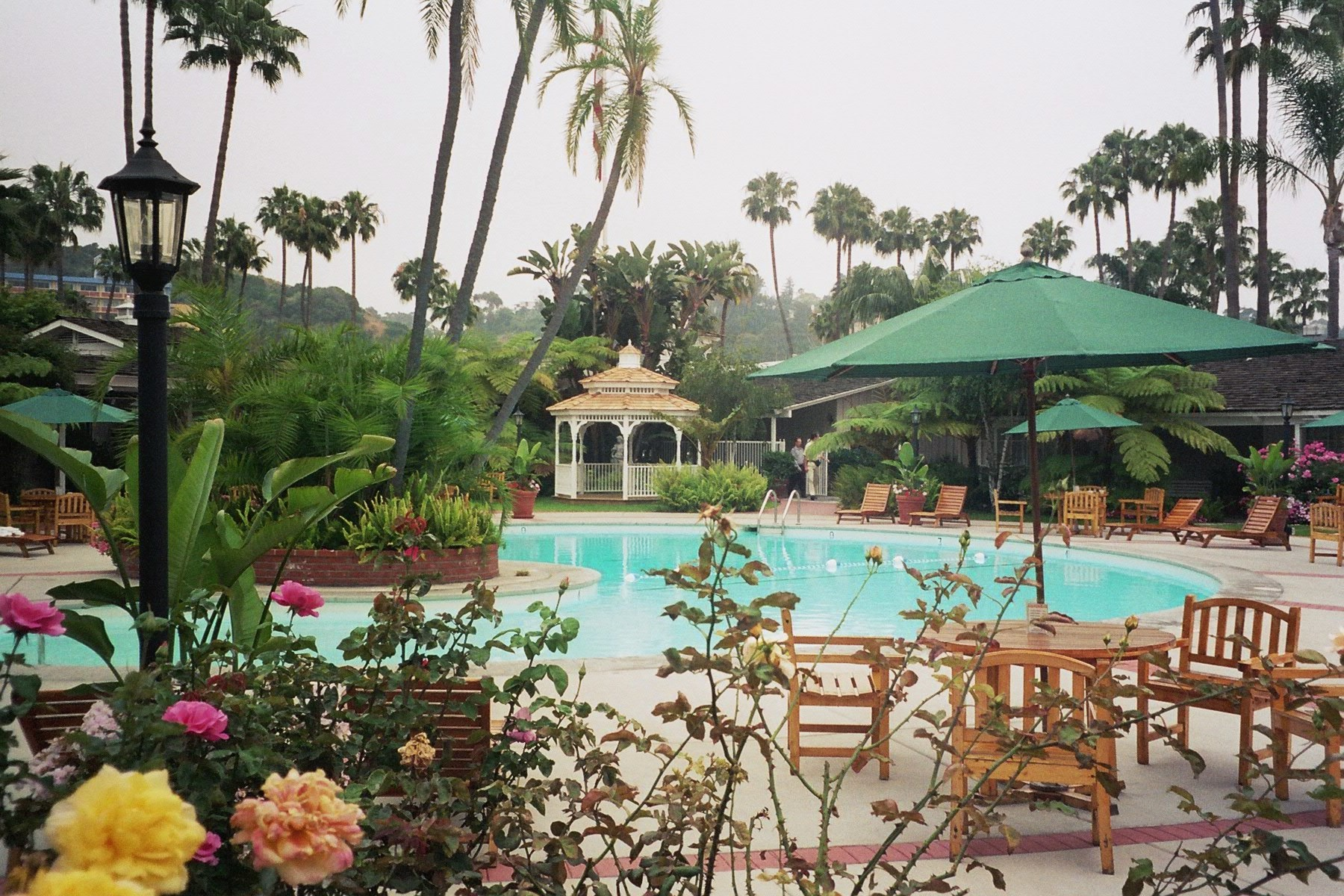
Außenschwimmbecken im Town and Country resort in San Diego

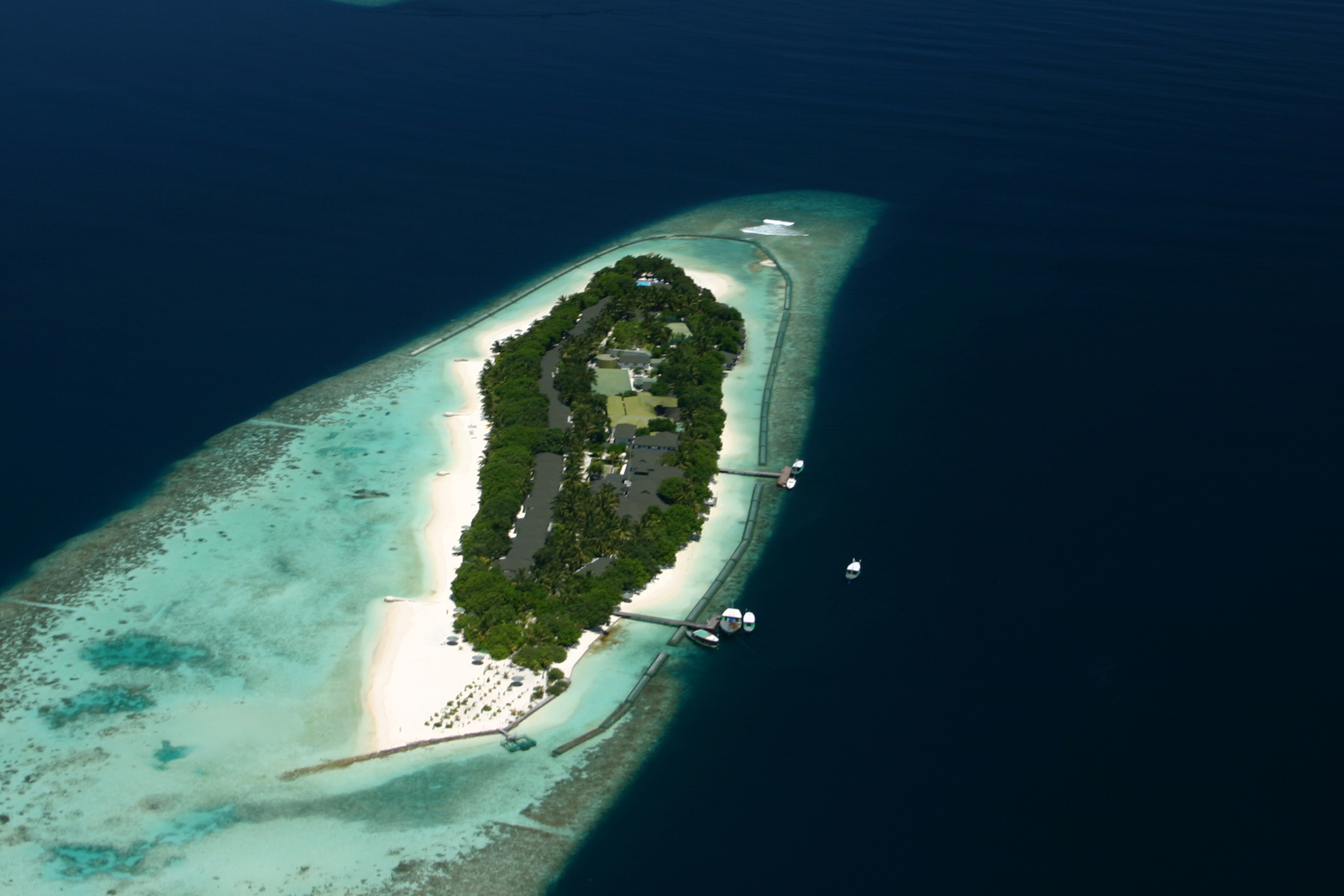
Eine Malediven-Insel, die als Resort genutzt wird.

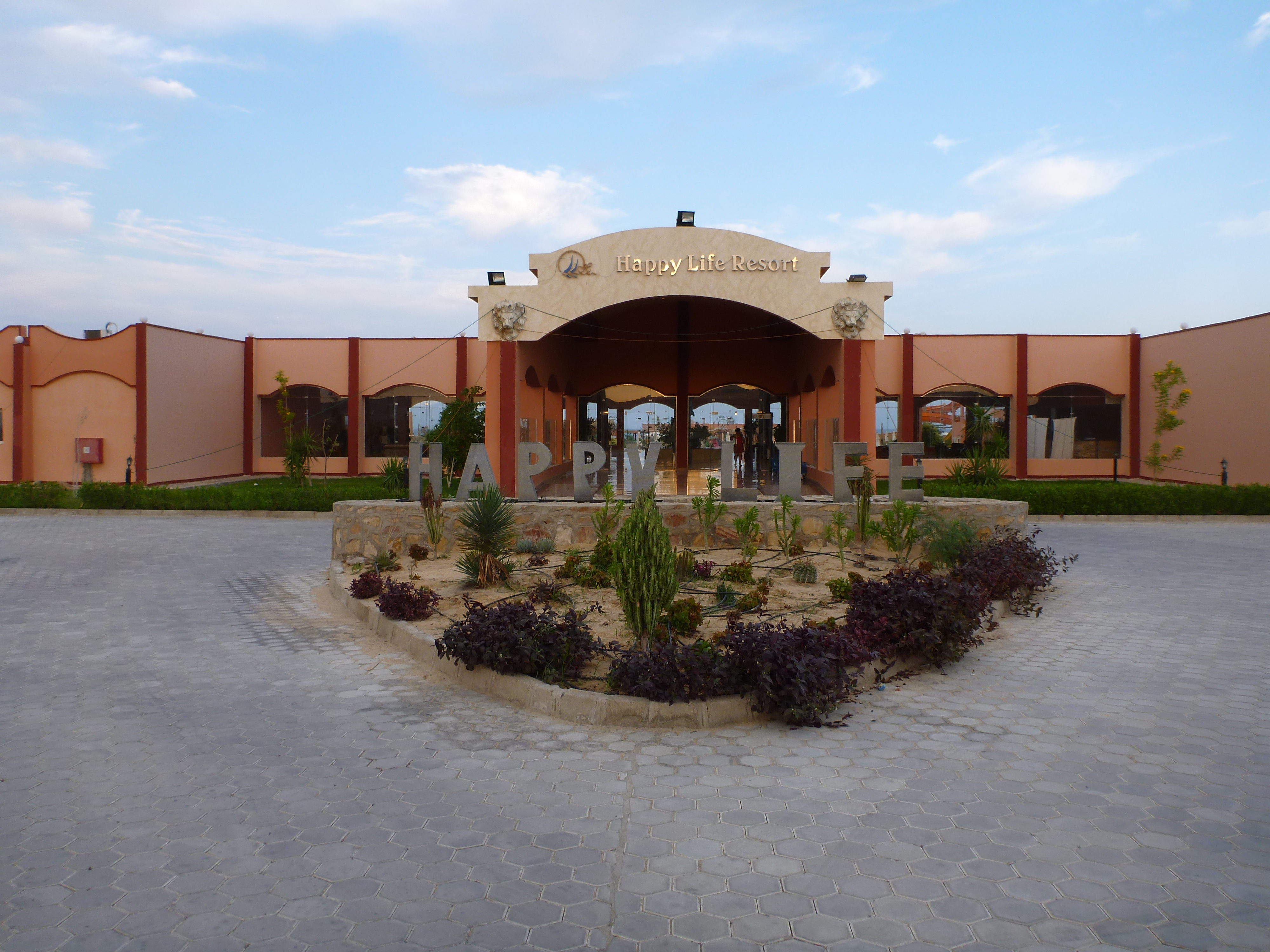
Eingang zu einem Resort in Ägypten

Ein Resort ist eine touristische Hotelanlage mit einem über den Beherbergungsbetrieb hinausgehenden Angebot. Resorts sind sowohl im Sektor preisbewussten Massentourismus als auch im gehobenen Tourismus zu finden (z. B. in der 5-Sterne-Kategorie, dort dann auch Residence genannt). Neben dem Hotelbetrieb werden in Resorts oft auch Villen unterschiedlicher Standards angeboten.

## Angebote
Resorts haben meist umfangreiche Sport-, Garten-, Gastronomie- und Freizeiteinrichtungen. Es gibt Resorts unter anderem mit den Schwerpunkten Badeurlaub, Freizeitpark (z. B. Walt Disney World Resort), Sport (z. B. Tauch-, Golf- oder Ski-Resort) oder Gesundheit (z. B. Spa- oder Wellness-Resort).

### Themenpark-Resort
Ein Themenpark-Resort ist ein touristisches Gebiet mit Themen- oder Freizeitparks, Hotels, Entertainmentangeboten und Transportsystemen die diese Verbinden.

## Organisation
In vielen Urlaubsgebieten sind Resorts geschlossene und bewachte Anlagen mit Zutrittskontrolle. Dadurch soll den Gästen eine sichere Welt abseits der überwiegend ärmeren Bevölkerung und gefährlichen Außenwelt geboten werden. Seit den 1990er Jahren ist All inclusive verbreitet, d. h. die Gäste müssen nur Sonderleistungen wie beispielsweise Ausflüge und Kurse zusätzlich bezahlen.